# Ján Strausz
Ján Strausz (Munkács, 1942. november 16. – Kassa, 2017. november 29.) csehszlovák válogatott szlovák labdarúgó, csatár.
1965. május 30-án egy alkalommal szerepelt a csehszlovák válogatottban Románia ellen, ahol csapata 1–0-s vereséget szenvedett Bukarestben.

## Sikerei, díjai
Dukla Praha
- Csehszlovák bajnokság
  - bajnok: 1965–66
- Csehszlovák kupa
  - győztes: 1966